# Hansas Gecas
Hansas Gecas, niem. Hans Goetz (ur. 24 września 1899 w Kownie, zm. 1940 lub 1945 w Niemczech) – litewski piłkarz i lekkoatleta niemieckiego pochodzenia, olimpijczyk.

## Życiorys
Od 1923 do 1929 roku był napastnikiem klubu KSK Kowno, z którym zdobył wicemistrzostwo Litwy (1923). 
Mimo faktu, że nie posiadał litewskiego obywatelstwa, otrzymał powołanie do reprezentacji narodowej na Letnie Igrzyska Olimpijskie 1924 (debiut Litwy na igrzyskach olimpijskich). Litwini rozegrali jeden mecz; w pojedynku 1/16 finału reprezentanci tego kraju przegrali z drużyną Szwajcarii 0–9 i odpadli z turnieju. Gecas wystąpił także w rozegranym dwa dni później spotkaniu towarzyskim przeciwko zespołowi egipskiemu (0–10).
Pełnił funkcję sędziego podczas pierwszego w historii meczu rozgrywanego w ramach mistrzostw Litwy w piłce nożnej – 7 maja 1922 roku był rozjemcą spotkania LFLS Kowno–LSS Kowno.
Oprócz piłki nożnej uprawiał także lekkoatletykę. Multimedalista mistrzostw Litwy. W latach 1923–1928 zdobył przynajmniej sześć złotych, dwa srebrne i dwa brązowe medale. Dwukrotnie triumfował w skoku wzwyż (1924, 1926) i sztafecie 4 × 100 m (1923, 1926), oraz jednokrotnie w trójskoku (1923) i sztafecie 4 × 400 m (1928). Srebrne medale wywalczył w skoku w dal (1923) i trójskoku (1924), a brązowe w skoku wzwyż (1928) i ponownie w skoku w dal (1924). Pięciokrotny rekordzista Litwy. Jedyny indywidualny rekord posiadał w trójskoku (11,66 m), który był najlepszym wynikiem w latach 1923–1926. Dwukrotnie ustanawiał rekordy kraju w sztafecie 4 × 100 m (1923, 1924) i sztafecie 4 × 400 m (1922, 1928). 
Zmarł w Niemczech, według różnych źródeł w 1940 lub 1945 roku.

## Statystyki

### Lekkoatletyka
Medale mistrzostw Litwy
| Rok  | Konkurencja        | Wynik   | Miejsce | Źródło      |
| ---- | ------------------ | ------- | ------- | ----------- |
| 1923 | Sztafeta 4 × 100 m | 49,1 s  |         | [ 6 ] [ 9 ] |
| 1923 | Trójskok           | 11,66 m |         | [ 6 ] [ 9 ] |
| 1924 | Skok wzwyż         | 1,62 m  |         | [ 6 ] [ 9 ] |
| 1926 | Skok wzwyż         | 1,56 m  |         | [ 6 ] [ 9 ] |
| 1926 | Sztafeta 4 × 100 m | 48,7 s  |         | [ 6 ] [ 9 ] |
| 1928 | Sztafeta 4 × 400 m | 3:45,0  |         | [ 6 ] [ 9 ] |
| 1923 | Skok w dal         | 5,60 m  |         | [ 6 ] [ 9 ] |
| 1924 | Trójskok           | 11,35 m |         | [ 6 ] [ 9 ] |
| 1924 | Skok w dal         | 5,58 m  |         | [ 6 ] [ 9 ] |
| 1928 | Skok wzwyż         | 1,62 m  |         | [ 6 ] [ 9 ] |

### Piłka nożna
| Mecze i gole w reprezentacji | Mecze i gole w reprezentacji | Mecze i gole w reprezentacji | Mecze i gole w reprezentacji | Mecze i gole w reprezentacji | Mecze i gole w reprezentacji | Mecze i gole w reprezentacji | Mecze i gole w reprezentacji     |
| Litwa                        | Litwa                        | Litwa                        | Litwa                        | Litwa                        | Litwa                        | Litwa                        | Litwa                            |
| Lp.                          | Data                         | Miejsce                      | Reprezentacja                | Przeciwnik                   | Wynik                        | Gol                          | Rozgrywki                        |
| ---------------------------- | ---------------------------- | ---------------------------- | ---------------------------- | ---------------------------- | ---------------------------- | ---------------------------- | -------------------------------- |
| 1.                           | 25.05.1924                   | Paryż                        | Litwa                        | Szwajcaria                   | 0:9                          |                              | Letnie Igrzyska Olimpijskie 1924 |
| 2.                           | 27.05.1924                   | Paryż                        | Litwa                        | Królestwo Egiptu             | 0:10                         |                              | Mecz towarzyski                  |